# Pourquoi pas Evans ?
Pourquoi pas Evans ? (titres originaux : Why Didn't They Ask Evans? [UK] ou The Boomerang Clue [USA]) est un roman policier d'Agatha Christie publié en septembre 1934 au Royaume-Uni. En France, il paraît en 1937.
Ce roman à l'intrigue particulièrement complexe met en scène en Grande-Bretagne deux détectives amateurs, un jeune homme, Bobby Jones, et une jeune femme, lady Frances Derwent (dite « Frankie »).
Bobby Jones, le fils du vicaire, joue au golf avec un médecin qu'il connaît. Alors qu'il s'approche de la falaise pour récupérer une balle qui s'est envolée, il remarque un homme allongé en contrebas. Le partenaire de Bobby va chercher de l'aide, et Bobby reste près de l'homme blessé. L'homme meurt bientôt, mais avant de mourir, il parvient à dire : "Pourquoi n'ont-ils pas demandé à Evans ?"  Cet élément, ainsi que la photo d'une belle femme trouvée dans sa poche, sont les seuls indices permettant de percer le mystère de son identité. Bobby est remplacé par un autre homme, se faisant appeler Roger Bassington-ffrench, qui laisse Bobby partir et propose de veiller sur le corps jusqu'à l'arrivée des secours. Le défunt est identifié par sa sœur Amelia Kaman. Le nom du frère était Alex Pritchard. Amelia affirme que c'est elle-même qui est sur la photo et Bobby se demande comment une si belle femme a pu soudainement devenir vulgaire. Frankie, l'amie de Bobby, s'enflamme et veut résoudre le mystère de la mort de l'homme. Ensemble, ils mènent l'enquête.

## Personnages
La traduction des identités des personnages est celle figurant dans la collection Le Masque n°241 (traduction de Jean Pêcheux).
- La victime
  - « Alex Pritchard » : l'homme décédé près de Marchbolt ; son vrai nom : Alan Carstairs.
- Enquêteurs
  - Robert (« Bobby ») Jones : fils du vicaire de Marchbolt
  - Lady Frances (« Frankie ») Derwent : fille de Lord Marchington

- Intervenants
  - Dr Thomas : partenaire de golf de Bobby
  - Le vicaire de Marchbolt : père de Bobby
  - Badger Beadon : ami énergique de Bobby et propriétaire d'un garage à Londres
  - George Arbuthnot : ami de Frankie

- Suspects
  - Leo et Amelia Cayman : supposés beau-frère et sœur d'« Alex Pritchard »
  - Henry et Sylvia Bassington-ffrench : de Merroway Court dans le Hampshire
  - Thomas Bassington-ffrench : leur petit enfant
  - Roger Bassington-ffrench : frère d'Henry
  - Dr Nicholson : propriétaire canadien d'un sanatorium près de Merroway Court
  - Moïra Nicholson : son épouse
  - John Savage : millionnaire
  - Mme Rivington : amie de John Savage
  - Les époux Templeton
  - Gladys Roberts, née Evans : ancienne femme de ménage des époux Templeton
  - Rose Pratt, née Chudleigh : ancienne cuisinière des époux Templeton et témoin des dernières volontés de John Savage
  - Albert Mere : ancien jardinier des époux Templeton et témoin des dernières volontés de John Savage

## Résumé
Le roman est composé de 35 chapitres de tailles différentes.

### Mise en place de l'intrigue
À l'occasion d'une partie de golf, Bobby Jones découvre un homme agonisant près d'une falaise. Suicide, accident ou meurtre ? Quelques secondes avant d'expirer, l'homme ne prononce que ces paroles mystérieuses : « Pourquoi pas Evans ? ». Dans une poche de la veste du défunt, Bobby découvre la photographie d'une belle jeune femme. Sur ces entrefaites un homme se présente sur les lieux, expliquant s'appeler Roger Bassington-ffrench (chapitres 1 et 2).
L'enquête du coroner, rapidement réalisée, conclut à un accident ; grâce aux informations données par Mme Amalia Cayman, l'identité de l'homme semble correspondre à « M. Alex Pritchard ». Amalia déclare être la sœur du défunt et être la femme figurant sur la photographie, assez ancienne (chapitres 3 à 5).

### Enquête
Quelques jours après la clôture de l'enquête, peu après avoir bu une bouteille de bière, Bobby tombe subitement malade. Il semblerait que quelqu'un ait mis de la morphine dans la bouteille de bière. Il soupçonne une tentative d'empoisonnement. Il porte plainte, mais la police n'a aucun élément pour dénouer l'affaire. Qu'a-t-il vu qu'il n'aurait pas dû voir ? Plus tard, demandant l'autorisation de revoir la photographie, il découvre stupéfait que la photo en possession de la police n'est pas la photo qu'il avait vue ! Il en conclut que Bassington-Ffrench a dû échanger les deux photos hors de sa vue, et se demande si Amalia était vraiment la sœur du défunt. Frankie et lui décident d'enquêter sur Bassington-ffrench (chapitres 6 à 8).
Pendant que Bobby reste à Londres, l'enquête de Frankie se porte vers le frère de Roger Bassington-ffrench et son épouse, Henry et Sylvia. Frankie suppose que Henry se drogue ; elle entend prononcer un nom : Alan Carstairs (chapitres 9 à 13).
Frankie enquête ensuite sur les voisins des Bassington-ffrench : le Dr Nicholson et sa jeune épouse Moïra. Le Dr Nicholson dirige un sanatorium, et semble être craint par sa femme. Par la suite, Bobby constate que Moïra est sans nul doute la jeune femme représentée sur la photographie qui était dans la poche du mort et qui a disparu (chapitres 14 et 15).
Frankie annonce à Bobby qu'elle est persuadée que le mort ne s'appelait pas Pritchard, mais Alan Carstairs. En rencontrant de nouveau Moïra Nicholson, Bobby découvre que Moïra a peur que son mari ne l'assassine. Au début elle pensait qu'il s'agissait d'accidents, mais leur renouvellement lui a fait penser à des actes prémédités. La raison : il voudrait épouser Sylvia Bassington-Ffrench, et profiter de l'internement d'Henry lors d'une cure dans sa clinique pour le tuer aussi. Moïra confirme à Bobby qu'elle connaissait Alan Carstairs et qu'il était l'un de ses amis. Une conversation à trois entre Moïra, Bobby et Frankie a lieu : les époux Cayman pourraient avoir tué Alan Carstairs puis tenté d'empoisonner Bobby avec la morphine. On ignore si Roger Bassington-Ffrench doit être ou non considér comme un suspect (chapitres 16 à 20).
Frankie a un long entretien avec Roger Bassington-Ffrench, qui lui révèle avoir échangé la photo de Moïra avec une autre photo (il a eu peur que Moïra soit impliquée durant l’enquête du coroner et a voulu la protéger). Quand Frankie lui dit que le mort était sans doute Alan Carstairs (que Roger avait croisé une semaine auparavant), Roger répond que, Bobby ayant mis un mouchoir sur la tête, il n'avait pas vu le visage du défunt (chapitre 21).

### Deux suicides mystérieux
C'est alors que survient Sylvia, qui déclare qu'elle accepte que Henry parte en cure dans la clinique du docteur Nicholson dès le lendemain. Plus tard, on entend un coup de feu : Henry Bassington-ffrench vient de se suicider par balle (chapitre 22).
Frankie se rend chez les Nicholson pour proposer à Moïra de s'éloigner de son mari. Quand elle sonne au domicile du couple, le Dr MNicholson lui annonce que Moïra a récemment quitté le domicile, sans doute pour une virée à Londres, et qu'il ignore où se trouve sa jeune épouse (chapitre 23).
Cette enquête est rendue plus mystérieuse encore par l'affaire de l'étrange suicide d'un millionnaire, John Savage qui était ami d'Alan Carstairs. Voulant se renseigner sur le testament du millionnaire, Frankie se heurte à « un mur » auprès du notaire, M. Spragge. Mais elle parvient à circonvenir l'homme de loi et elle apprend qu'avant de se suicider, John Savage, avait laissé sa fortune à un couple mystérieux, Mme et M. Templeton (chapitres 24 et 25).
Le mercredi soir, alors qu'il surveille la propriété des Nicholson, Bobby est assommé. Pendant ce temps, Frankie a assisté à l'enquête du coroner concernant la mort d'Henry. La décision est rapide et simple : mort par suicide. Attirée par un courrier censé provenir de Bobby, Frankie est à son tour chloroformée et faite prisonnière (chapitres 26 et 27).
Le vendredi matin, Bobby et Frankie se retrouvent tous deux prisonniers dans un même grenier. Personne ne sait où ils se trouvent. Ils soupçonnent le Dr Nicholson d'avoir organisé leur enlèvement. Leur hypothèse est rapidement confirmée quand, dans l'obscurité du grenier, le médecin leur rend visite et vérifie leurs liens. Mais plus tard, Bobby affirme que l'homme qu'ils viennent de voir s'est grimé et que ce n’était pas Nicholson, mais Roger Bassington-French. Grâce à l'intervention de Badger, Bobby et Frankie se délivrent de leurs liens. Quand Roger vient les voir plus tard, ils le maitrisent et le garrottent. Fouillant la maison, ils découvrent Moïra droguée et la délivrent. Ils appellent la police. Quand les policiers arrivent, Roger s'est échappé (chapitres 28 à 30).

### Dénouement et révélations finales
Compte tenu d'une mort inexpliquée mais ressemblant à un meurtre (Pritchard/Carstairs) et à deux suicides successifs (Savage / Roger), Bobby et Frankie tournent leurs soupçons vers le testament du milliardaire John Savage. Les deux témoins requis par le futur défunt étaient l'ancien cuisinier et le jardinier des époux Templeton. Mais pourquoi n'avait-il pas choisi Gladys, la femme de chambre ? Or celle-ci s'appelait Evans. Pourquoi n'a-t-il pas fait appel à Evans ? C'est la même réflexion que Carstairs, avant de mourir, s'était faite : pourquoi John Savage, avant son « suicide », avait fait appel, pour authentifier son testament, à un jardinier d'une propriété voisine, et non pas à la femme de ménage qui était à son service, qu'il connaissait bien et qui s'appelait Gladys Evans (chapitre 31).
Peut-être que Gladys Evans se serait-elle rendue compte que l'homme qui avait rédigé le testament n'était pas John Savage ? Les deux détectives retrouvent la trace de Gladys Evans, qui vit au Pays de Galles, non loin du domicile du père de Bobby. Ceci explique non seulement la présence d'Alan Carstairs sur la commune (il était venu ici pour rencontrer Gladys Evans) mais aussi la raison de la tentative de meurtre sur Bobby : il fallait l'empêcher de rencontrer Evans. Le couple envisage de se rendre au pays de Galles en avion. Sur l'aérodrome, ils rencontrent Moïra Nicholson. À la suite de certains événements, son vrai rôle est mis au jour par Frankie : elle vient de tenter de les empoisonner en mettant du poison dans leur café (chapitres 32 et 33).
Loin d'être la victime innocente de son époux, Moïra est une maîtresse femme, n'hésitant pas à manipuler et à tuer pour arriver à ses fins. Arrêtée, elle met en cause son complice, Roger Bassington-ffrench. Dans un courrier final adressé à Frankie par Roger Bassington-ffrench (réfugié en Amérique du Sud), celui-ci confirme son association criminelle avec Moïra. Tous deux, précédemment, s'étaient fait passer pour le couple Templeton, puis le couple Cayman, avaient rendu Henry cocaïnomane, avaient rédigé un faux testament et avaient tué John Savage. Alan Carstairs ayant entamé une enquête personnelle sur le suicide de John Savage, Moïra et lui l'avaient tué. Il avait aussi personnellement tué Henry. Le Dr Nicholson et Sylvia avaient depuis le début été innocents. Seule l'intervention de Carstairs, de Bobby et de Frankie a fait échouer leur plan. Mais comme l'argent était détenu par Moïra, il s'est enfui sans argent et doit recommencer une nouvelle vie à partir de rien (chapitre 34).
Bobby et Frankie comprennent que les aventures qu'ils ont vécues les ont rapprochés, et décident de se fiancer et de se rendre ensemble au Kenya (chapitre 35).

## Éditions
- Éditions anglaises
  - Première publication dans une version plus courte, aux États-Unis, sous le titre The Boomerang Clue, en 1933, dans le mensuel Redbook.
  - (en) Why Didn't They Ask Evans?, Londres, Collins Crime Club, septembre 1934, 256 p.
  - (en) The Boomerang Clue, New York, Dodd, Mead and Company, 1935, 290 p.

- Éditions françaises
  - Pourquoi pas Evans ?  (trad. Louis Postif), Paris, Librairie des Champs-Élysées, coll. « Le Masque » (no 241), 1937, 246 p. (BNF 31945527)
  - Pourquoi pas Evans ?, dans : L'Intégrale : Agatha Christie  (préf. Jacques Baudou), t. 4 : Les années 1934-1935, Paris, Librairie des Champs-Élysées, coll. « Les Intégrales du Masque », 1992, 1202 p. (BNF 35498796)

## Adaptations
- 1980 : Why Didn't They Ask Evans?, téléfilm britannique de John Davies et Tony Wharmby, avec Francesca Annis et James Warwick respectivement dans les rôles de Frankie et Bobby ;
- 2009 : Pourquoi pas Evans ? (Why Didn't They Ask Evans?), téléfilm de la série britannique Miss Marple d'ITV (épisode 4.04), avec Georgia Moffett et Sean Biggerstaff dans les rôles de Frankie et Bobby. Il y a plusieurs modifications dont l'ajout du personnage de Miss Marple joué par Julia McKenzie ;
- 2013 : Pourquoi pas Martin ?, téléfilm de la série française Les Petits Meurtres d'Agatha Christie de France 2 (épisode 2.04). Les deux détectives y sont absents, remplacés par le trio formé du commissaire Laurence, de la journaliste Alice Avril et de la secrétaire Marlène Leroy, respectivement joués par Samuel Labarthe, Blandine Bellavoir et Élodie Frenck ;
- 2022 : Pourquoi pas Evans ?, mini-série de Hugh Laurie avec Will Poulter.